# Vleuten
Vleuten est un village situé dans la commune néerlandaise d'Utrecht, dans la province d'Utrecht. Le 1er janvier 1999, le village comptait 7 580 habitants.

## Histoire
L'ancêtre du village de Vleuten s'appelle Fletio, un castellum du Limes nord de l'Empire romain. Ce castellum était situé non loin du village, et lui a donné son nom.
La commune de Vleuten a été indépendante jusqu'au 1er janvier 1954. À cette date, elle fusionna avec les communes de Haarzuilens, Veldhuizen et Oudenrijn pour former la nouvelle commune de Vleuten-De Meern, qui a existé jusqu'en 2001.